# Metaphors We Live By
Metaphors We Live By é uma obra teórica publicada por George Lakoff e Mark Johnson em 1980. O livro indica que a metáfora é um mecanismo linguístico que permite que as pessoas usem o que sabem sobre suas experiências físicas e sociais diretas para compreender coisas mais abstratas como trabalho, tempo, atividade mental e sentimentos. É considerada obra pioneira dos estudos em linguística cognitiva.

## Teoria
A metáfora conceptual e um exame detalhado dos processos subjacentes foram explorados extensivamente pela primeira vez no livro de Lakoff e Johnson. Desde então, o campo dos estudos de metáforas dentro da disciplina mais ampla da linguística cognitiva tem se desenvolvido cada vez mais, com várias conferências acadêmicas anuais e laboratórios de pesquisa. Alguns pesquisadores, como Gerard Steen, trabalharam para desenvolver ferramentas investigativas empíricas para a pesquisa de metáforas, incluindo o processo de identificação de metáforas (MIP). De modo complementar, outros conceitos foram desenvolvidos nesta área, como cognição incorporada e analogia.
Segundo a teoria apresentada, as metáforas conceptuais moldam não apenas as interações linguísticas, mas também a maneira como os indivíduos pensam e agem.

## Aplicações
Desde sua publicação, diversos cientistas usaram as ideias propostas por Lakoff e Johnson em Metaphors We Live By para comentar sobre uma ampla gama de tópicos, desde a pandemia de COVID-19 até teorias da conspiração.